# Синагога в Галле
Синагога в немецком городе Галле была построена в 1894 году как бейт-тахара (предпохоронное помещение) еврейского кладбища, основанного в 1864 году к северо-востоку от центра города Галле. Здание построено по проекту архитекторов Густава Вольфа и Теодора Лемана из белого и жёлтого кирпича. После нескольких реконструкций в 1948 году здание было преобразована в синагогу (освящена в 1953 году) взамен старой синагоги в центре города, разрушенной во время ноябрьских погромов 1938 года.
Здание построено в мавританском стиле с большими арочными окнами. Башня в центре фасада несет один из четырех характерных луковичных куполов.

## Теракт в 2019 году
9 октября 2019 года, во время празднования Иом-Кипур, у синагоги был совершён террористический акт. 33-летний неонацист Стефан Баллиет пытался пробраться в синагогу, но не смог открыть дверь. Баллиет бил дверь ногами, стрелял в неё, но ничего не дало результата. Во время попытки попасть в синагогу мимо Баллиета прошла 40-летняя женщина, которую Стефан убил. Позже когда террорист осознал, что не сможет проникнуть внутрь, он поехал дальше и остановился возле ресторана. В ресторане преступник убил 20-летнего парня, позже пытался скрыть с места преступления, но полиция задержала его.